# 諾斯菲爾德鎮區 (明尼蘇達州賴斯縣)
諾斯菲爾德鎮區（英語：Northfield Township）是位於美國明尼蘇達州賴斯縣的一個行政鎮區。

## 歷史
諾斯菲爾德鎮區於1858年成立，得名自明尼蘇達州律師約翰·W·諾斯。

## 地方資料
諾斯菲爾德鎮區的面積為100.23平方千米，皆為陸地。根據2020年美國人口普查的數據，當地共有人口857人，而人口密度為每平方千米8.55人。